# Microorganismos antárticos

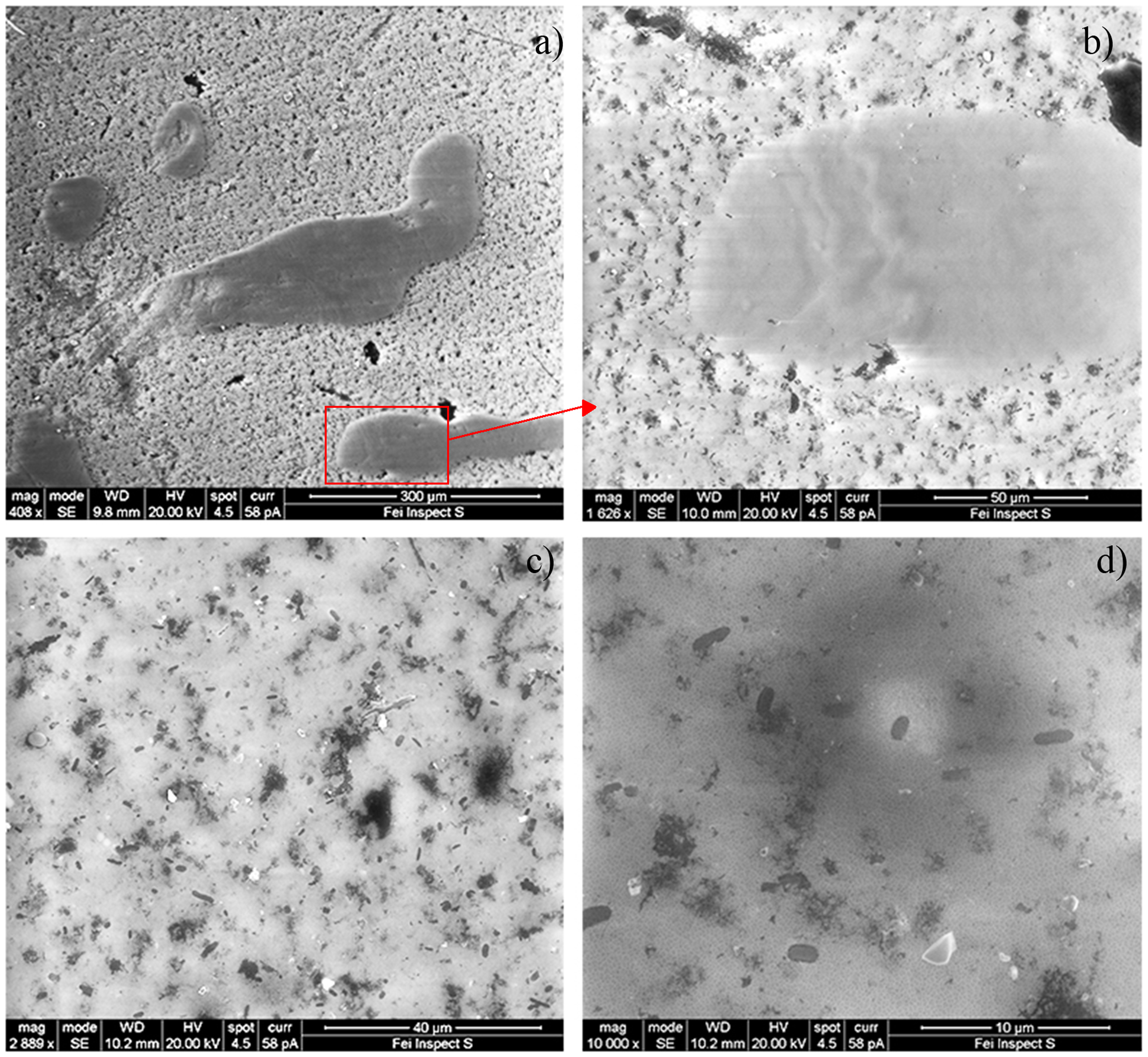
Imágenes de microscopía electrónica de barrido de bacterias de la nieve superficial de la Cúpula C. Las imágenes aumentan de a) a d).

La Antártida es uno de los territorios más extremos para ser habitado por microorganismos en cuanto a condiciones químicas y físicas se refiere. Sin embargo, el 6 de febrero de 2013, los científicos informaron el descubrimiento de bacterias viviendo en el frío y la oscuridad de un lago enterrado a una profundidad de 0,8 km bajo el hielo de Antártida. Este hallazgo fue confirmado más tarde por los científicos el 20 de agosto de 2014.

## Clima y hábitat
A pesar de que la mayor parte del continente se encuentra cubierto por capas de hielo glacial, existen áreas libre de hielo discontinuamente distribuidas alrededor de los márgenes costeros, que comprenden aproximadamente 0,4% de la masa de tierra continental. La región de los Valles Secos de McMurdo de Antártida es un desierto polar caracterizado por extremadamente bajas precipitaciones anuales (<100 mm) y la ausencia de vertebrados y plantas vasculares; la actividad biológica se encuentra dominada por los microorganismos. El rango de temperaturas en los Valles Secos de McMurdo oscila entre -5 °C (media máxima de verano) y −30 °C (media mínima de invierno). Debido a que las precipitaciones son escasas e infrecuentes, la disponibilidad de agua estacional en suelos hidrológicamente conectados hace que las áreas adyacentes a los cuerpos de agua sean más hospitalarias en comparación con los suelos secos de las tierras altas.  Los ecosistemas polares son particularmente sensibles al cambio climático, donde cambios pequeños en la temperatura resulta en cambios más grandes en la hidrología local, afectando dramáticamente los procesos ecosistémicos.

Los suelos antárticos son hábitats casi bidimensionales, la mayor parte de la actividad biológica se encuentra limitada a los diez o doce centímetros superiores debido al suelo permanentemente congelado que se encuentra debajo (permafrost). Las propiedades del suelo resultan en un ambiente limitante para el desarrollo biológico, como una mineralogía desfavorable, la textura, la estructura, el contenido de sales, el pH o las relaciones de humedad. Las fuentes significativas de materia orgánica están ausentes en la mayor parte de la Antártida continental. Los ecosistemas de suelos de los Valles Secos se caracterizan por grandes variaciones en la temperatura y regímenes de luz, gradientes químicos pronunciados y una alta incidencia de radiación solar con un componente de luz ultravioleta B (UVB) elevado. Los suelos del Valle Seco se originan de la erosión del lecho de roca y de los sedimentos glaciales que consisten en granitos, areniscas, basaltos y rocas metamórficas. El espacio dentro de estas rocas brinda protección a los microorganismos contra algunas (pero no todas) de estas condiciones: protección contra el viento y la movilidad de la superficie, una reducción de la exposición a los rayos UV, una menor desecación y una mayor disponibilidad de agua y amortiguación térmica. La mitad de los suelos en los Valles Secos tienen hielo subterráneo, ya sea como hielo masivo enterrado o como suelo cementado con hielo (permafrost). La capa de permafrost generalmente está dentro de los 30 cm de la superficie del suelo.

## Visión general de los microorganismos
El entorno hostil y la baja disponibilidad de carbono y agua respaldan una comunidad simplificada de musgos, líquenes y matas de algas verdes, rojas y anaranjadas y cianobacterias en lagos cercanos y corrientes efímeras. Entre las algas se pueden encontrar bacterias, levaduras, mohos y una variedad de invertebrados microscópicos que se alimentan de microorganismos, algas y detritus: nematodos, protozoos, rotiferos, tardigrados, y ocasionalmente, ácaros y colémbolos.  Incluso las comunidades más sencillas existen en los suelos áridos que ocupan la mayoría del paisaje.
Los microorganismos en Antártida adaptan a la aridez de la misma manera que lo hacen los microorganismos en los desiertos calientes: cuándo el agua escasea, los organismos sencillamente se secan, deteniendo su actividad metabólica, y esperan en un estado "criptobiótico" hasta que el agua se encuentre otra vez disponible.  Los microorganismos también pueden entrar en un estado de dormición "criptobiótico" conocido como "anhidrobiosis" cuando se deshidratan debido a la baja disponibilidad de agua.  Un método de supervivencia más extremo sería la crioconservación natural a largo plazo. Se ha encontrado que las muestras de sedimentos de permafrost con edades comprendidas entre 5-10 mil y 2-3 millones de años contienen micromicetes viables y células bacterianas.

## Algas
Las algas están presentes en casi todas las áreas libres de hielo y ocurren en suelos, como epífitas en musgos, en esteras de cianobacterias y en plancton de lagos y estanques. También es posible encontrar algas asociadas con rocas o viviendo en la película delgada de agua derretida en los parches de nieve. Actualmente hay más de 300 taxones de algas identificados en la Antártida, con Bacillariophyceae (Diatomeas) y Chlorophyta (Algas verdes) siendo la más extendida en la Antártida. Las diatomeas son abundantes en ambientes acuáticos que disminuyen en número en hábitats terrestres. La clorofila también es importante en esteras en lagos y estanques, pero tiende a aumentar su importancia relativa en ambientes terrestres y especialmente en suelos, donde son el grupo de algas más denso. Xanthophyceae (Alga verde-amarilla) es un componente importante de la flora en los suelos de la Antártida. Otros grupos de algas (Dinophyta, Cryptophyta y Euglenophyta) se limitan principalmente a las comunidades de agua dulce de los Valles Secos.
Especies de algas identificadas en investigaciones recientes:
- Hantzschia amphioxys
- Heterococcus moniliformis
- Kentrosphaera facciolae
- Luticola muticopsis
- Monodus coccomyxa
- Pinnularia borealis
- Prasiola crispa
- Xanthonema bristolianum
- Xanthonema Exilio

## Artrópodos
La distribución de artrópodos está limitada a áreas de alta humedad del suelo y / o acceso a agua, como arroyos o agua de deshielo.  El colémbolo Gomphiocephalus hodgsoni es endémico y está restringido al sur de la Tierra de Victoria entre Mt. George Murray (75°55′S) y Minna Bluff (78°28′S) y las islas cercanas adyacentes a la costa.
Especies de ácaros identificadas en investigaciones recientes:
- Coccorhagidia keithi
- Nanorchestes antarcticus
- Stereotydeus mollis
- Tydeus setsukoae

Especies de colémbolos identificadas en investigaciones recientes:
- Antarcticinella monoculata
- Cryptopygus antarcticus
- Desoria klovstadi
- Friesea grisea
- Gomphiocephalus hodgsoni
- Gressittacantha terranova
- Neocryptopygus nivicolus

## Bacterias
Típicamente, el mayor número de bacterias cultivadas proviene de suelos costeros relativamente húmedos, en comparación con las pequeñas comunidades de bacterias de los suelos secos del interior. Las cianobacterias se encuentran en todos los tipos de hábitats acuáticos y con frecuencia dominan la biomasa microbiana de las corrientes y los sedimentos del lago. Leptolyngbya frigida es dominante en las esteras bentónicas, y se encuentra con frecuencia en los suelos y como una epífita en los musgos. La comunidad Nostoc puede desarrollar tamaños visibles a simple vista si se suministra con una fina capa de agua. El género Gloeocapsa es uno de los pocos taxones criptoendolíticos con una alta adaptación a las condiciones ambientales extremas en las rocas de los Valles Secos. Actinobacterias tales como Arthrobacter spp., Brevibacterium spp., y Corynebacterium spp. son prominentes en los Valles Secos. Las bacterias termófilas se han aislado de suelos con calentamiento térmico cerca de los montes Melbourne y Rittman en el norte de la Tierra de Victoria. Los géneros de bacterias encontrados en ambas muestras de aire y en la Antártida incluyen Staphylococcus, Bacillus, Corynebacterium, Micrococcus, Streptococcus, Neisseria y Pseudomonas.

Especies de bacterias identificadas en investigaciones recientes:
- Acinetobacter spp.
- Alicyclobacillus acidocaldarius
- Aquaspirillum spp.
- Arthrobacter spp.
- Azospirillum spp.
- Bacilo spp.
  - Bacilo fumarioli
  - Bacilo thermoantarcticus
- Bizionia argentinensis sp. nov.
- Brevibacterium spp.
  - Brevibacterium antarcticum
- Brevundimonas spp.
- Chryseobacterium spp.
- Corynebacterium spp.
- Flavobacterium spp.
- Gloeocapsa spp.
- Hymenobacter roseosalivarius
- Leptolyngbya frigida
- Massila spp.
- Micrococcus spp.
- Modestobacter multiseptatus
- Neisseria spp.
- Nocardia spp.
- Nostoc Comuna
- Paenibacillus spp.
- Planococcus spp.
- Pseudonocardia antarctica
- Pseudomonas spp.
- Psychrobacter spp.
- Sphingobacterium spp.
- Staphylococcus spp.
- Stenotrophomonas spp.
- Estreptococo spp.
- Streptomyces spp.

## Fungi
Chaetomium gracile es frecuentemente aislado de suelos calentados geotérmicamente en el Mt. Melbourne al norte de la Tierra de Victoria. Los representantes del género Fungi encontrados tanto en muestras de aire como en Antártida incluyen: Penicillium, Aspergillus, Cladosporium, Alternaria, Aureobasidium, Botryotrichum, Botrytis, Geotrichum, Staphylotrichum, Paecilomyces, y Rhizopus.
Especies de hongos identificadas en recientes investigaciones:
- Alternaria spp.
- Antarctomyces psychotrophicus
- Arthrobotrys ferox
- Aspergillus spp.
  - Aspergillus ustus
- Aureobasidium spp.
- Botryotrichum spp.
- Botrytis spp.
- Chaetomium gracile
- Cadophora ssp.
  - Cadophora malorum
- Cerrena unicolor
- Cladosporium spp.
  - Cladosporium cladosporioides
  - Cladosporium herbarum
- Cochliobolus heliconiae
- Coniochaeta ligniaria
- Curvularia inaequalis
- Debaryomyces ssp.
  - Debaryomyces hansenii
- Geomyces spp.
  - Geomyces pannorum (Forma. Chrysosporium pannorum)
- Geotrichum spp.
- Hohenbuehelia spp.
- Holwaya mucida
- Mortierella antarctica
- Mucor hiemalis
- Paecilomyces spp.
- Penicillium spp.
  - Penicillium jensenii
  - Penicillium swiecickii
- Phaeosphaeria spp.
- Phialophora spp.
  - Phialophora fastigiata (Forma. Cadophora fastigiata)
- Phoma spp.
  - Phoma herbarum
- Rhizopus spp.
- Rhizoscyphus ericae
- Staphylotrichum spp.
- Stereum hirsutum
- Stictis radiata
- Thelebolus microsporus
- Trichophyton eboreum

## Musgos y líquenes
Macrolíquenes (p. Ej., Usnea sphacelata, U. antarctica, Umbilicaria decussate y U. aprina) y comunidades de líquenes débiles o no nitrófilos (p. Ej., Pseudephebe minuscula, Rhizocarpon superficial y R. geographicum, y varias especies de Acarospora y Buellia) están relativamente extendidos en áreas costeras libres de hielo. Los sitios con sustratos influenciados por aves marinas son colonizados por comunidades bien desarrolladas de especies de líquenes nitrófilos como Caloplaca athallina, C. citrina, Candelariella flava, Lecanora expectans, Physcia caesia, Rhizoplaca melanophthalma, Xanthoria elegans y X. mawsonii. En los Valles Secos, las especies de líquenes normalmente epilíticos (Acarospora gwynnii, Buellia frigida, B. grisea, B. pallida, Carbonea vorticosa, Lecanora fuscobrunnea, L. cancriformis y Lecidella siplei) se encuentran principalmente en nichos protegidos debajo de la superficie de la roca que ocupan un nicho ecológico criptoendolítico. La especie de musgo Campylopus pyriformis está restringida a sitios geotérmicos.
Especies de musgo identificadas en investigaciones recientes:
- Anomobryum subrotundifolium
- Bryoerythrophyllum recurvirostre
- Bryum anomobryum
- Bryum pseudotriquetrum
- Campylopus pryiformis
- Cephaloziella varians
- Ceratodon purpureus
- Didymodon brachyphyllus
- Grimmia plagiopodia
- Hennediella heimii
- Pohlia nutans
- Sarconeurum glaciale
- Schistidium antarctici (Forma. Grimmia antarctici)
- Syntrichia princeps

Especies de líquenes identificadas en investigaciones srecientes:
- Acarospora spp.
  - Acarospora gwynnii
- Buellia spp.
  - Buellia frigida
  - Buellia grisea
  - Buellia pallida
- Caloplaca athallina
- Caloplaca citrina
- Candelariella flava
- Carbonea vorticosa (Forma. Carbonea capsulata)
- Lecanora cancriformis
- Lecanora expectans
- Lecanora fuscobrunnea
- Lecidella siplei (Forma. Lecidea siplei)
- Physcia caesia
- Pseudephebe minuscula
- Rhizocarpon geographicum
- Rhizocarpon Superficial
- Rhizoplaca melanophthalma
- Umbilicaria aprina
- Umbilicaria decussate
- Usnea antarctica
- Usnea sphacelata
- Xanthoria elegans
- Xanthoria mawsonii

## Nematodos
El carbono parece ser más importante que la humedad para definir buenos hábitats para los nematodos en los Valles Secos de la Antártida. Scottnema lindsayae, un comedero microbiano y el invertebrado de metazoarios más abundante y ampliamente distribuido, a menudo ocurre como la única especie metazoa en los Valles Secos de McMurdo. Se gana la vida comiendo bacterias y levaduras en los suelos secos y salados que dominan los valles. Todas las demás especies de invertebrados son más abundantes en suelos húmedos o saturados donde las algas y el musgo son más abundantes. La distribución de la mayoría de las especies de nematodos se correlaciona negativamente con la elevación (debido a la temperatura y la precipitación) y la salinidad, y positivamente con la humedad del suelo, la materia orgánica del suelo y la disponibilidad de nutrientes. Eudorylaimus spp. es el segundo nematodo más abundante, seguido de Plectus murrayi, que son los nematodos menos abundantes. Plectus antarcticus come bacterias y prefiere vivir en corrientes efímeras. Una bolsa promedio de 2 libras de suelos de valle seco contiene aproximadamente 700 nematodos, mientras que el suelo más fértil que se encuentra en las latitudes más altas del continente puede contener aproximadamente 4.000 nematodos.
Especies de nematodos identificadas en recientes investigaciones:
- Amblydorylaimus isokaryon
- Antarctenchus hooperi
- Aphelenchoides hagueri
- Aphelenchoides helicosoma
- Aphelenchoides vaughani
- Calcaridorylaimus signatus
- Ceratoplectus armatus
- Chiloplacoides antarcticus
- Chiloplectus masleni
- Coomansus gerlachei
- Cuticularia firmata
- Ditylenchus spp.
  - Ditylenchus parcevivens
- Enchodelus signyensis
- Eudorylaimus spp.
  - Eudorylaimus antarcticus
  - Eudorylaimus coniceps
  - Eudorylaimus glacialis
  - Eudorylaimus nudicaudatus
  - Eudorylaimus pseudocarteri
  - Eudorylaimus shirasei
  - Eudorylaimus spaulli
  - Eudorylaimus verrucosus
- Eumonhystera vulgaris
- Eutobrilus antarcticus
- Geomonhystera antarcticola
- Geomonhystera villosa
- Mesodorylaimus spp.
  - Mesodorylaimus imperator
  - Mesodorylaimus signatus
- Monhystera spp.
- Panagrolaimus spp.
  - Panagrolaimus davidi
  - Panagrolaimus magnivulvatus
- Paramphidelus spp.
  - Paramphidelus antarcticus
- Plectus spp.
  - Plectus accuminatus
  - Plectus antarcticus
  - Plectus belgicae
  - Plectus frigophilus
  - Plectus insolens
  - Plectus meridianus
  - Plectus murrayi
  - Plectus tolerans
- Rhabdblaimus spp.
- Rhabditis krylovi
- Rhyssocolpus paradoxus
- Rotylenchus capensis
- Scottnema lindsayae
- Teratocephalus pseudolirellus
- Teratocephalus rugosus
- Teratocephalus tilbrooki
- Tylenchus spp.

## Protozoos
Las pequeñas amebas son de dos tipos. Las más abundantes son Acanthamoeba y Echinamoeba.  El segundo grupo está formado por amebas monopodales, amebas estilo gusano, las subcilíndricas Hartmannella y Saccamoeba, y la lingulate Platyamoeba stenopodia.
Especies de amebas identificadas en investigación reciente:
- Acanthamoeba spp.
- Echinamoeba spp.
- Hartmannella spp.
- Platyamoeba stenopodia
- Saccamoeba spp.

Especies de flagelados identificadas recientemente:
- Bodo edax
- Bodo mutabilis
- Bodo saltans
- Heteromita globosa
- Oikomonas termo

## Rotiferos
Las tres especies enumeradas a continuación se encontraron en suelos húmedos dominados por musgos.
Especies de rotíferos identificados recientemente:
- Epiphanes spp.
- Habrotrocha spp.
- Philodina spp.

## Tardígrados
Especies de tardígrados identificadas recientemente:
- Acutuncus antarcticus
- Diphascon spp. (Forma. Adropoion spp.)
  - Diphascon alpinum
  - Diphascon dastychi
  - Diphascon polare
  - Diphascon tricuspidatum (Forma. Adropion tricuspidatum)
  - Diphascon victoriae
- Hypsibius spp. (Forma. Diphascon spp.)
  - Hypsibius alpinus
  - Hypsibius arcticus
  - Hypsibius cfr mertoni simoizumii
  - Hypsibius convergens
  - Hypsibius oberhaeseri
  - Hypsibius scoticus (Forma. Diphascon scoticus)
- Macrobiotus arcticus
- Macrobiotus cfr polaris
- Macrobiotus mottai
- Macrobiotus oberhauseri
- Macrobiotus polaris
- Minibiotus furcatus
- Ramajendas frigidus
- Ramazzottius spp.
  - Ramazzottius oberhauseri

## Levaduras
Especies de levaduras identificadas en investigaciones recientes:</ref>
- Aureobasidium pullulans
- Candida spp.
  - Candida psychrophilia
- Cryptococcus spp.
  - Cryptococcus albidus
  - Cryptococcus foliicola
  - Cryptococcus victoriae
  - Cryptococcus vishniacii
- Debaryomyces hansenii
- Leucosporidium antarcticum
- Leucosporidium scottii
- Rhodotorula spp.
  - Rhodotorula laryngis
  - Rhodotorula minuta
  - Rhodotorula rubra
  - Rhodotorula slooffiae
- Trichosporon spp.
  - Trichosporon beigelii
  - Trichosporon cutaneum